# Parafia św. Alberta Chmielowskiego w Kotomierzu
Parafia św. Alberta Chmielowskiego w Kotomierzu – parafia rzymskokatolicka w dekanacie Osielsko diecezji bydgoskiej. Utworzona 1 czerwca 1987.

## Zasięg parafii
Do parafii należą wierni z miejscowości: Karczemka, Kotomierz, Magdalenka, Pyszczyn, Sienno, Trzebień i Zalesie.